# ایستگاه متروی توتینگ بک
ایستگاه متروی توتینگ بک (انگلیسی: Tooting Bec tube station) یکی از ایستگاه‌های خط شمالی متروی لندن است.
این ایستگاه که در منطقه واندزوورث لندن قرار دارد در سال ۱۹۲۶ میلادی تأسیس شده است.

## نگارخانه

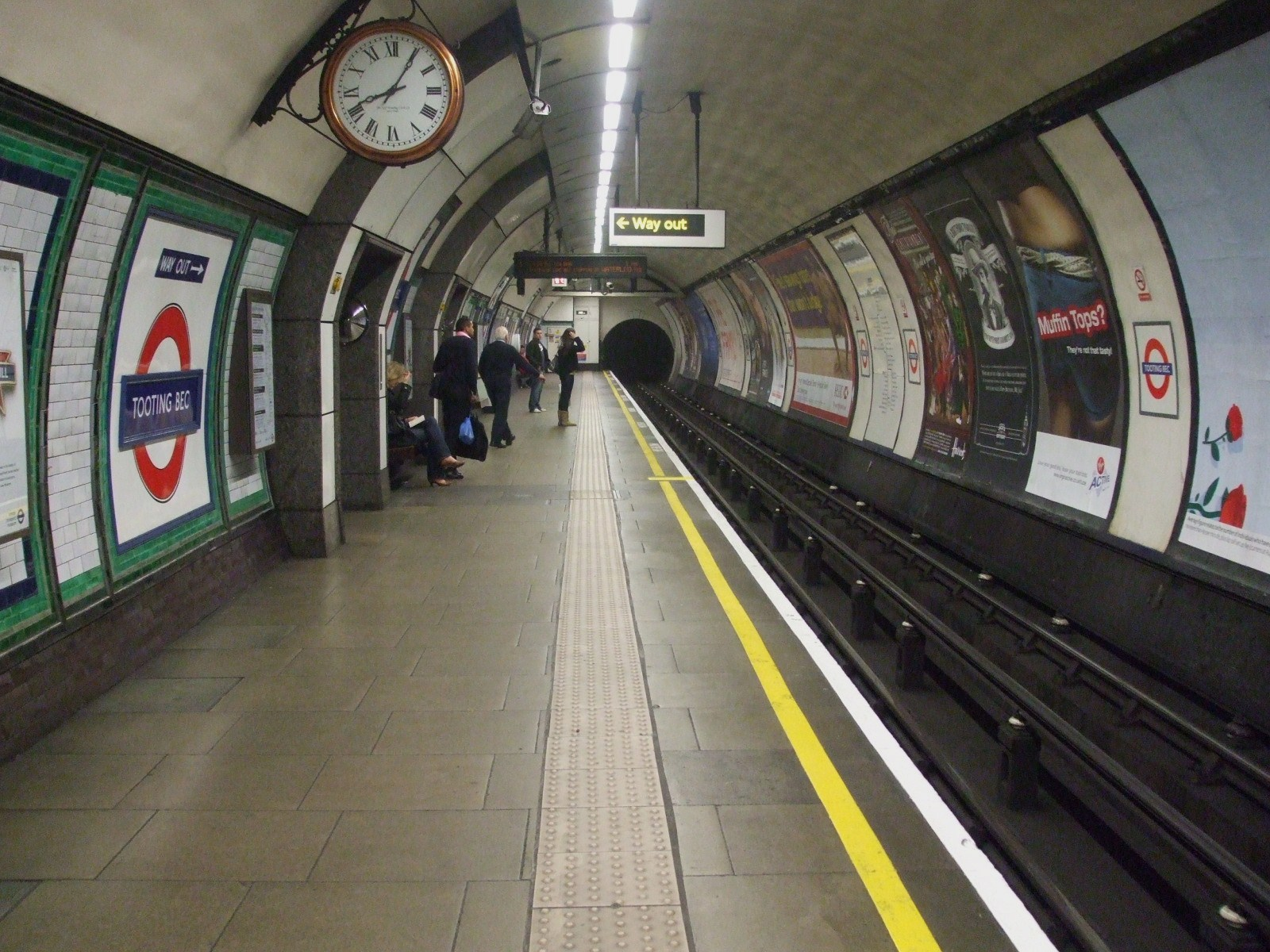
Northbound platform looking south
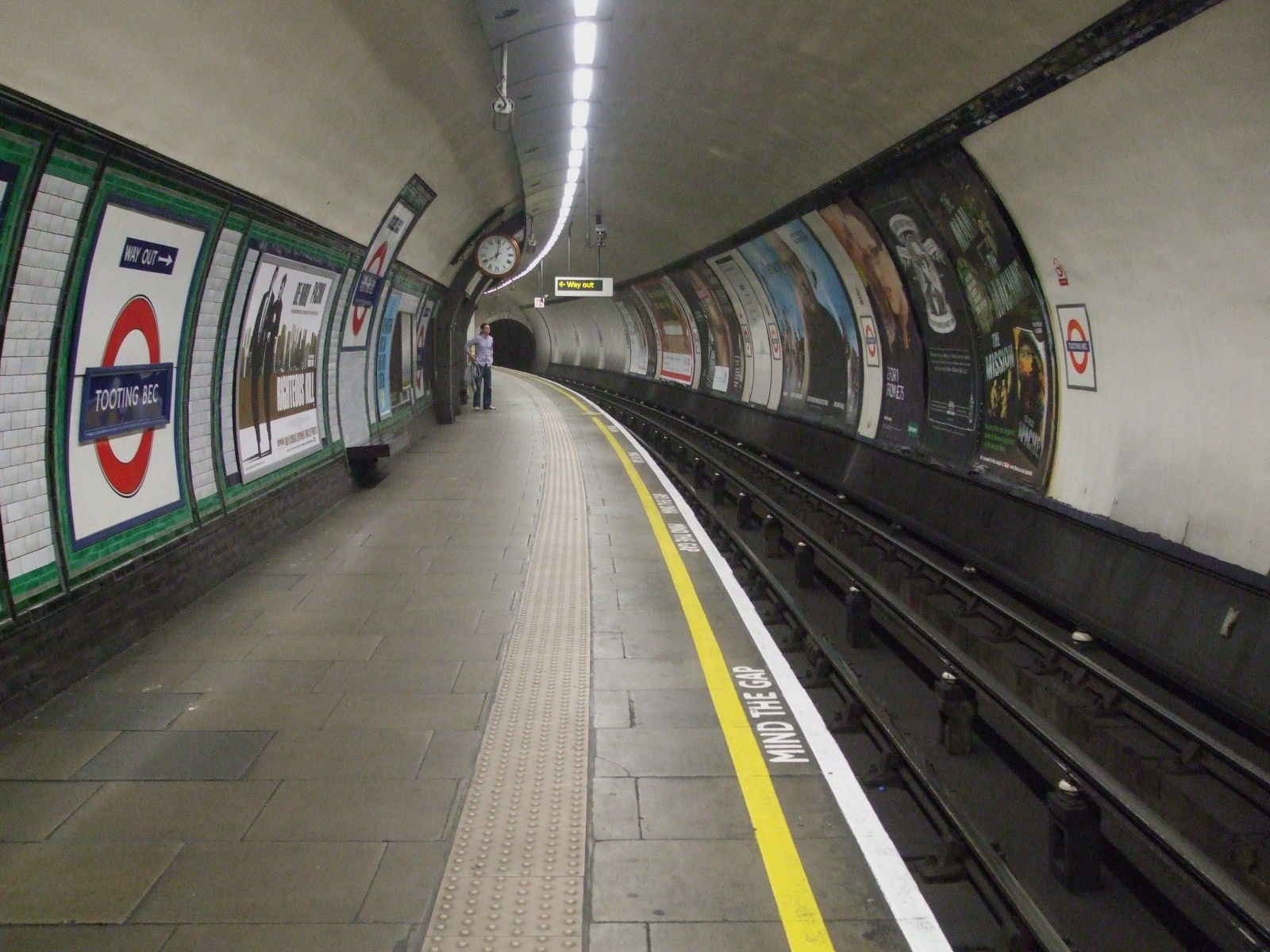
Southbound platform looking north
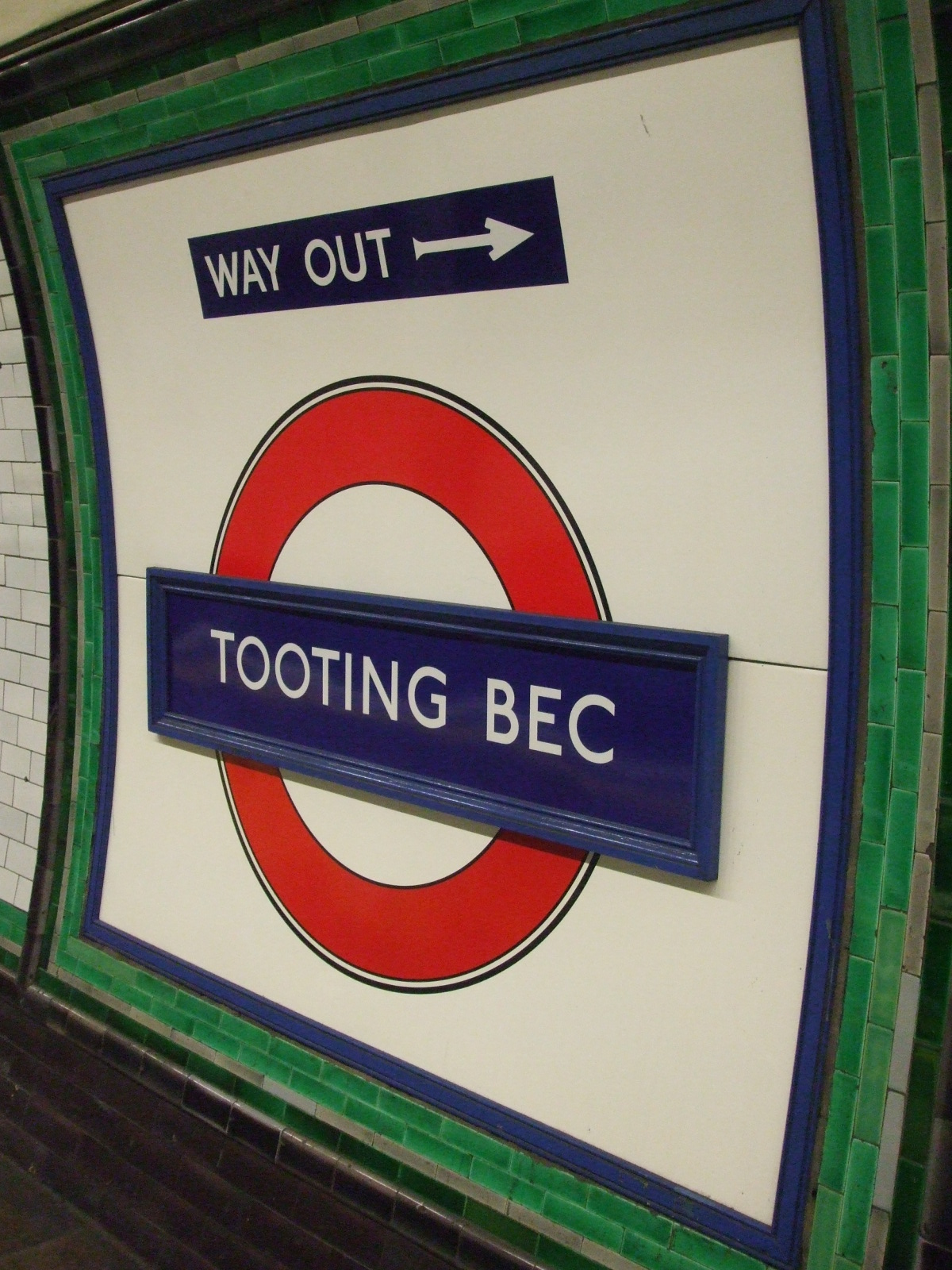
Station platform roundel
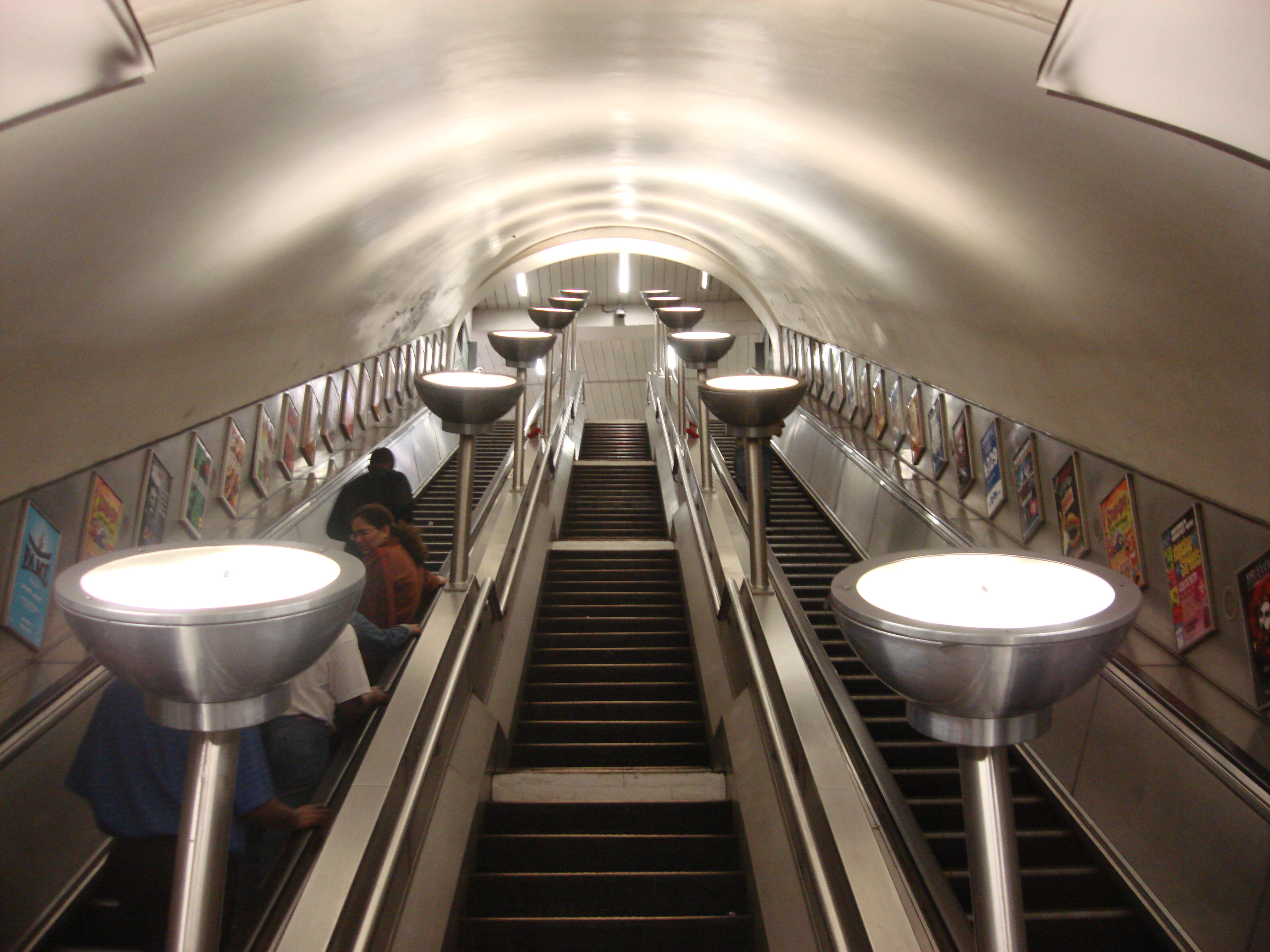
The escalators with uplighters at Tooting Bec